# Soraya Jiménez Mendivil
Soraya Jiménez Mendivil (* 5. August 1977 in Naucalpan de Juárez; † 28. März 2013 in Mexiko-Stadt) war eine mexikanische Gewichtheberin. Sie war Gewinnerin der Goldmedaille in der Gewichtsklasse bis 58 kg bei den Olympischen Sommerspielen 2000 in Sydney. Sie war die erste mexikanische Frau, die olympisches Gold gewann.

## Sportliche Karriere

### 1983–1996 – Erste sportliche Erfahrungen
Gemeinsam mit ihrer Zwillingsschwester Magalí begann sie ihre Sportlerlaufbahn als Basketballspielerin und beide wurden auch für Auswahlteams im Kinder- und Jugendbereich nominiert. Sie hatte den Plan, eine Profikarriere im Basketball einzuschlagen, gab diesen Plan aber auf, weil ihre Körperstatur sie dafür nicht begünstigte. Sie versuchte sich auch kurz im Badminton, begann aber mit 11 Jahren dann mit dem Training mit Gewichten. Zunächst ging ihre Neigung in Richtung Bodybuilding, doch ab 14 Jahren ging es ernsthaft ums Gewichtheben. Sie begann mit Hilfe erfahrener Trainer, die ihr Potenzial und ihre Fähigkeit zum Heben großer Gewichte erkannten und sie daher für verschiedene nationale Turniere anmeldeten. Ihre erste internationale Anerkennung errang sie mit 16 Jahren, als sie beim NORCECA-Cup in Colorado Springs in den USA den dritten Platz in der Gewichtsklasse bis 54 kg belegte. Dabei hob sie im Zweikampf insgesamt 120 kg.

### 1996–2000 – Übergang aufs Hochleistungsniveau
1996 errang Soraya Jiménez ihren ersten Sieg in einem großen Wettkampf, als sie beim Internationalen Turnier Simón Bolívar in Carúpano (Venezuela) mit einem Zweikampfergebnis von 170 kg zum ersten Mal einen mexikanischen Landesrekord in der Gewichtsklasse bis 54 kg aufstellte. 1997 stimmte das Internationale Olympische Komitee der Teilnahme von Frauen am Gewichtheberturnier im Rahmen der Olympischen Spiele zu. Im Mai 1997 gewann sie die „Jugendolympiade“ von Mexiko-Stadt in der Gewichtsklasse bis 58 kg mit einer Zweikampfleistung von 172,5 kg, wobei sie mit 102,5 Kilogramm einen neuen Landesrekord im Reißen aufstellte. 1998 verbesserte sie beim Ausscheidungsturnier für die Zentralamerika- und Karibikspiele den Landesrekord in der Gewichtsklasse bis 58 kg auf 180 kg und gewann auch den Wettkampf bei den Spielen in Maracaibo (Venezuela). 1999 gewann sie erneut das Internationale Turnier Simón Bolívar in Mérida (Venezuela), wo sie den mexikanischen Landesrekord im Zweikampf auf 190 kg steigerte. Mit dem gleichen Resultat belegte sie den zweiten Platz bei den Panamerikanischen Spielen in Winnipeg (Kanada) 1999. Bei den Weltmeisterschaften in Athen qualifizierte sie sich als Achte für die Olympischen Spiele und verbesserte dabei den mexikanischen Rekord im Reißen auf 112,5 kg. Trotz dieser Erfolge kam die Gasgesellschaft Grupo Uribe, Arbeitgeber ihres Vaters, für die Kosten ihres bulgarischen Trainers Georgi Koev und ein Trainingslager in Sofia auf, da der Mexikanische Gewichtheberverband keine großen Erfolgsaussichten sah.

### 2000 – Die Olympischen Sommerspiele von Sydney
Den Gipfel ihrer Karriere erreichte Soraya Jiménez Mendivil am 18. September 2000, als sie entgegen allen Prognosen mit dem ersten Goldmedaillengewinn einer weiblichen Athletin mexikanische Sportgeschichte schrieb. Mit dem letzten Versuch der Konkurrenz bis 58 kg erreichte sie eine Zweikampfleistung von 222,5 kg und übertraf die favorisierte Nordkoreanerin Ri Song-hui um 2,5 Kilogramm. Dies war auch die erste Goldmedaille für Mexiko seit den Sommerspielen von Los Angeles 1984.

### 2002–2004 – Irrwege, Dopingvorwürfe und Karriereende
2002 war ein problematisches Jahr für Soraya Jiménez, die Resultate benötigte, um weiterhin von der mexikanischen Sportförderung berücksichtigt zu werden. Um an den Studentenweltmeisterschaften dieses Jahres in Izmir teilnehmen zu können, fälschte sie ein Praktikumszeugnis der UNAM (Universidad Nacional Autónoma de México) in Betriebswirtschaft. Anschließend beschuldigte sie die Gewichtheberpräsidentin Martha Isela Elizondo, sie nicht melden zu wollen. Als die Fälschung aufgedeckt wurde, gab sie diese zu. Im Juli 2002 hatte sie bei den Panamerikanischen Meisterschaften im Gewichtheben in Barquisimeto (Venezuela) vier Goldmedaillen in ihrer Gewichtsklasse gewonnen, als sie kaum einen Monat später die Nachricht von einem positiven Dopingbefund erhielt. Bei ihr sei Bupropion, ein verbotenes Antidepressivum, entdeckt worden. Nach der Bekanntgabe intervenierte Mario Vázquez Raña, Präsident der Panamerikanischen Sportorganisation PASO beim Internationalen Gewichtheberverband, um die sofortige Dopingstrafe aufzuheben, da Jiménez Mendivil das Medikament von ihrem Arzt gegen Depression verschrieben worden sei. Sie wurde vollständig rehabilitiert, konnte aber von da an ihr altes sportliches Niveau nicht mehr erreichen. Bei den Weltmeisterschaften in Warschau im November 2002 belegte sie den neunten Platz in der Gesamtwertung, obwohl sie einen der ersten drei Plätze angestrebt hatte. Aufgrund eines Bänderrisses im linken Knie kurz vor Beginn des Qualifikationsturniers für die Olympischen Sommerspiele in Athen 2004 erklärte sie ihren Rücktritt vom Wettkampfsport.

## Leben nach der Sportkarriere
Nach ihrem Rücktritt zeigten sich bei Soraya Jiménez mehrere gesundheitliche Beeinträchtigungen, die sich zu einer Krankenakte von vierzehn Operationen am linken Bein, mehreren Herz-Kreislauf-Stillständen und dem Verlust eines Lungenflügels, der ihr 2007 aufgrund einer Influenza B-Infektion entfernt werden musste, addierten. Die Infektion hatte sie sich im Juli desselben Jahres während der Panamerikanischen Spiele in Rio de Janeiro zugezogen. 2009 fiel sie aufgrund einer erneuten Influenza-Erkrankung ins Koma und stand 15 Tage lang am den Rand des Todes.
Zu dieser Zeit absolvierte Jiménez einen Studiengang in mündlicher Rechtspflege, um sich als Rechtsbeistand (abogado) zu qualifizieren. Um ihren Lebensunterhalt zu bestreiten, gab sie Rechtsberatungen und erhielt außerdem ein monatliches Stipendium von ihrem einzigen treuen Sponsor, der Grupo Uribe. Obwohl sie zunehmend unter krankheitsbedingten Einschränkungen litt, war sie als Fernsehexpertin für die Olympischen Sommerspiele in Peking 2008 und London 2012 aktiv. Außerdem arbeitete sie eine gewisse Zeit als Trainerin für Gewichtheben an der UNAM.  Sie erlag im Alter von 35 Jahren einem akuten Herzinfarkt.